# António Hermenegildo da Costa

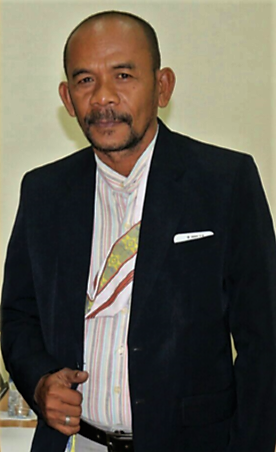
António Hermenegildo da Costa (2021)

António Hermenegildo da Costa (* 5. April 1969) ist ein osttimoresischer Politiker aus der Exklave Oe-Cusse Ambeno. Neben seinem politischen Amt in der Regionalregierung ist er als Usif der traditionelle Herrscher von Oe-Cusse Ambeno.
Costa ist der Sohn von José Hermenegildo da Costa, der am 4. November 1999 verstarb, und damit Nachkomme der Topasse-Herrscherdynastie. António folgte seinem Vater als nomineller Herrscher, auch wenn dieses Amt seit Jahrzehnten keine offizielle Macht hat. Der Usif hat aber weiterhin eine große kulturelle Bedeutung aufgrund seiner traditionellen Stellung.
In der Empfangs-, Wahrheits- und Versöhnungskommission von Osttimor (CAVR) war Costa Regionalkommissar für Oe-Cusse Ambeno.
Am 27. Juli 2020 wurde Costa zum Regionalsekretär für Grundbesitz und Eigentum in der Autoridade da Região Administrativa Especial de Oe-Cusse Ambeno (ARAEO) ernannt. Das Amt hatte er bis 2024 inne.